# Llebre de les neus

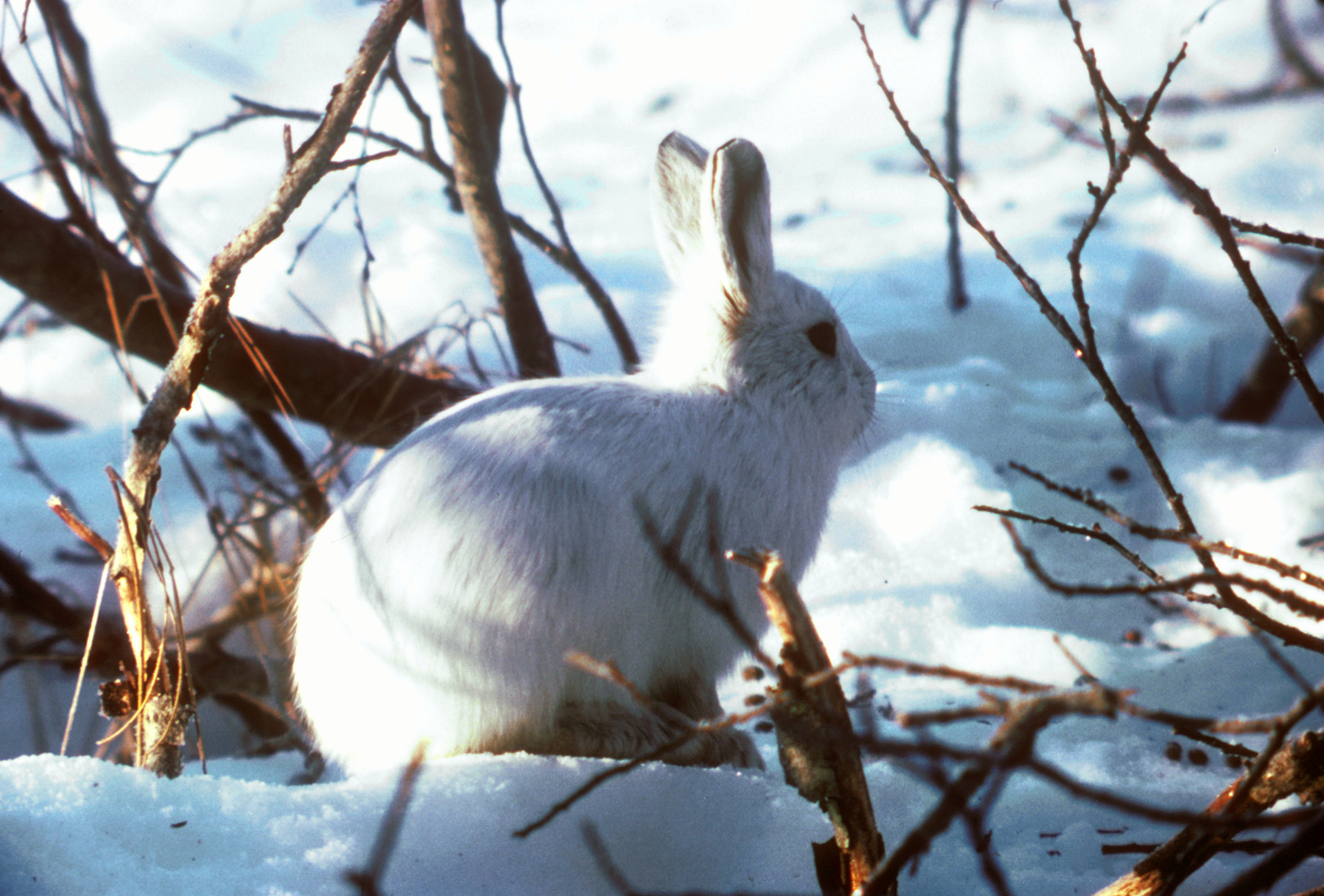
Exemplar dels Estats Units

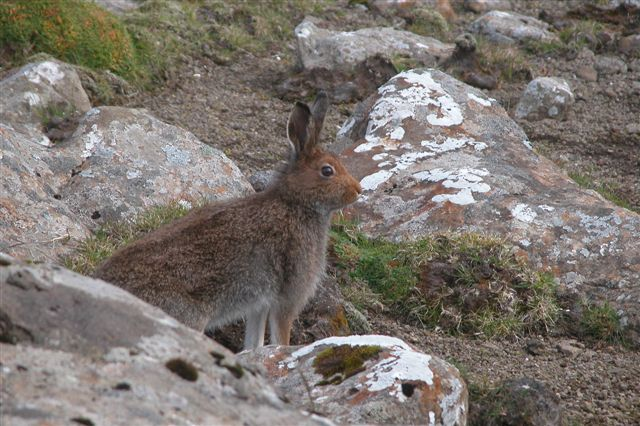
Exemplar de les Illes Fèroe

La llebre de les neus o llebre muntanyesa (Lepus timidus) és una llebre adaptada als hàbitats polars i muntanyosos.

## Descripció
Mentre que el seu pelatge és marró a l'estiu, a l'hivern esdevé totalment o gairebé totalment blanc. La subespècie irlandesa (Lepus timidus hibernicus) roman de marró tot l'any i només desenvolupa un pelatge blanc en rares ocasions. Aquesta subespècie també pot tenir una superfície superior de la cua de color gris fosc. Això, en combinació amb les diferents tonalitats de marró que pot tenir la llebre de les muntanyes irlandesa pot fer que els observadors la confonguin amb una llebre comuna. A Escandinàvia, esdevé totalment blanca.

## Subespècies
- Lepus timidus ainu (Barrett-Hamilton, 1900).[3]
- Lepus timidus begitschevi (Koljuschev, 1936).[4]
- Lepus timidus gichiganus (J. Allen, 1903).[5]
- Lepus timidus hibernicus (Bell, 1837).[6]
- Lepus timidus kamtschaticus (Dybowski, 1922).[7]
- Lepus timidus kolymensis (Ogniov, 1923).[8]
- Lepus timidus kozhevnikovi (Ogniov, 1929).[9]
- Lepus timidus lugubris (Kasxenko, 1899).[10]
- Lepus timidus mordeni (Goodwin, 1933).[11]
- Lepus timidus orii (Kuroda, 1928).[12]
- Lepus timidus scoticus (Hilzheimer, 1906).[13]
- Lepus timidus sibiricorum (Johanssen, 1923).[14]
- Lepus timidus timidus (Linnaeus, 1758).[15]
- Lepus timidus transbaicalicus (Ogniov, 1929).[16]
- Lepus timidus varronis (Miller, 1901).[17][18][19][20][21][22][23]

## Alimentació
La seva dieta varia segons l'hàbitat i la temporada: a l'estiu, els exemplars dels boscos consumeixen principalment fulles i branquetes, mentre que els que viuen a la tundra alpina mengen plantes. També es nodreixen de líquens i escorces. No obstant això, a l'hivern, quan la majoria dels seus aliments habituals estan colgats sota la neu, el bruc n'és la font d'aliment predominant.

## Distribució geogràfica
La seva difusió va de Fennoscandinàvia fins a la Sibèria oriental; també n'hi ha poblacions aïllades als Alps, Irlanda, Polònia, el Regne Unit i Hokkaidō. Ha estat introduïda a Shetland i les illes Fèroe.

## Estat de conservació
Les seves poblacions fluctuen considerablement a causa dels depredadors, els paràsits i la fam. Entre els primers, en destaquen la guineu roja, el gat salvatge, els gossos i les aus rapinyaires. Pel que fa als paràsits, les puces, les paparres, els polls, els bacteris i d'altres microorganismes són els que més li afecten. Quant a la fam, aquesta pot ésser causada per condicions meteorològiques adverses o per menjar en excés certs aliments.
Tot i que l'espècie en general no es troba en risc greu, es creu que la població aïllada dels Alps està, a hores d'ara, ja extinta.